# Gaius Helvidius Priscus (philosophe stoïque)
Gaius Helvidius Priscus (fl. 50-70 † v. 73) est un philosophe stoïcien et un homme d'État qui vécut pendant les règnes de Néron, Galba, Othon, Vitellius et Vespasien.

## Famille
Il est le fils d'un certain Helvidius, centurion primipile, originaire de Cluviae, dans le Samnium.
Il s'est marié avec Fannia (fl. 107), fille de Publius Clodius Thrasea Paetus et d'Arria la Jeune. Ils sont les parents de Gaius Helvidius Priscus.

## Carrière
Il est légat quaestoricum et légat en Syrie en 51, questeur d'Achaïe sous Néron, probablement de 54 à 56, tribun de la plèbe en 56. Philosophe stoïcien pro-républicain, il est contraint à l'exil par Néron en 66. Il revient à Rome après la destitution de ce dernier et son suicide en juin 68. 
Par la suite, « Quand Galba a été mis à mort par les soldats révoltés, Helvidius Priscus obtient d'Othon la permission de faire ensevelir honorablement le corps du vieil empereur à qui il devait son rappel à Rome. » Sous Vitellius, en 69, il est préteur (praetor designatus). Mais il intervient fort librement face à l'empereur Vespasien à qui il ne donne jamais aucun de ses titres. Au retour de la province de Syrie en 70, « Helvidius fut le seul à le saluer de son simple cognonem d'homme privé en l'appelant Vespasien. » Ce dernier ordonne donc d'abord son exil, puis son exécution, qui a probablement eu lieu en 73.